# Bernard-Henri Lévy

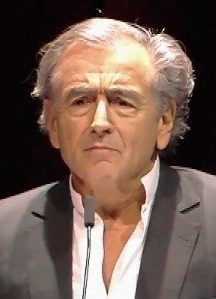
2019-ben

Bernard-Henri Lévy (nevének gyakori rövidítése: BHL) (Béni Saf, Algéria, 1948.  november 5. –) francia író, filozófus, filmes. Az egykori marxista filozófusokból álló nouveaux philosophes egyike.

## Életpályája
Algériában született zsidó családba. Apja gaboni illetve kameruni ültetvényeken gazdagodott meg. Bernard-Henri részt vett az 1968-as francia diáklázadásokban. 1968 és 1971 között az École Normale Supérieure nevű elitiskolába járt, gazdag szülők szélsőbaloldali gondolkodású gyermekeihez hasonlóan.  A keményvonalas kommunista Louis Althusser hatása alá került.  26 éves korában egy könyvkollekció gondozására kapott megbízást a neves Grasset kiadótól.
Bernard-Henri Lévy az 1970-es évek közepén vált ismertté, maikor egyike lett a marxista hittételekkel leszámoló "nouveaux philosophes" csoportnak. A Maurice Clavel köré csoportosuló  "új filozófusok" közé tartoztak André Glucksmann, Christian Jambet és mások. 

## Családja
1974-ben ért véget a házassága Isabelle Doutreluingne-nyal. 
Harmadik feleségével, Arielle Dombasle színésznővel 1993-ban kötött házasságot. Gyermekeik Justin Lévy és Antonin-Balthazar Lévy.

## Filmjei
- Le Jour et la Nuit
- Peshmerga
- The Oath Of Tobruk
- Halál Szarajevóban

## Művei
- Le Jugement dernier
- Keressük Európát (magyarországi bemutató: 2019)

## Magyarul
- Michel Houellebecq–Bernard-Henri Lévy: Közellenségek; ford. Tótfalusi Ágnes, versford. Tótfalusi István; Magvető, Bp., 2019